# ロドリゴ・デ・パウル
- ロドリゴ・デ・パウル
- ロドリゴ・デ・ポール

ロドリゴ・ハビエル・デ・パウル（Rodrigo Javier De Paul, スペイン語発音: [roˈðɾiɣo ðe pol]、1994年5月24日 - ）は、アルゼンチン・サランディ出身のサッカー選手。MLS・インテル・マイアミCF所属。アルゼンチン代表。ポジションはミッドフィールダー。

## クラブ経歴

### ラシン・クラブ
ラシン・クラブのユースに10年在籍。2013年2月10日のアトレティコ・ラファエラ戦で元イタリア代表のマウロ・カモラネージと交代しデビューを果たした。プロ1シーズン目の2012-13シーズンは公式戦20試合、2013-14シーズンには定位置を確保し35試合に出場した。

### バレンシア
2014年5月9日、プリメーラ・ディビシオンのバレンシアCFへ470万ユーロ移籍。契約にはルシアーノ・ビエットとの優先交渉権が取り付けられた。2014年8月23日のセビージャ戦でスペインデビューを果たした。2014-15シーズンには25試合に出場したが大半が途中出場であり、翌2015-16シーズンにはさらに出場機会を減らしたため、2016年2月に古巣のラシン・クラブへレンタル移籍で復帰した。

### ウディネーゼ
2016年7月20日、セリエAのウディネーゼ・カルチョへ5年契約で移籍。2018-19シーズン、リーグ戦で9ゴールを決める活躍でアルゼンチン代表デビュー、2020年からはチームのキャプテンを務めていた。2020-21シーズン、9ゴール9アシストを決めてチームに貢献した(9アシストはリーグ6位タイ)。

### アトレティコ・マドリード
2021年7月12日、ラ・リーガのアトレティコ・マドリードへ5年契約で移籍。スペインのメディアによると移籍金は3500万ユーロと推定されている。2022年3月11日、カディスCFとの試合で1-1からの逆転ゴールを挙げ、アトレティコ移籍後のラ・リーガ初得点を記録した。アトレティコ・マドリードでは、加入直後から中盤のレギュラーに定着し、2023-24シーズンの12月3日に行われたFCバルセロナとのリーグ戦では公式戦通算100試合出場を果たした。

### インテル・マイアミ
2025年7月25日、敬愛するリオネル・メッシが所属するMLSのインテル・マイアミCFへ加入が決定。契約は2029年までとなる。

## 代表経歴
2018年10月11日、イラクとの親善試合でアルゼンチン代表デビューを果たした。
2019年5月、コパ・アメリカ2019に出場するアルゼンチン代表に選出された。
2021年6月、コパ・アメリカ2021に出場するアルゼンチン代表に選出された。
2022年11月、ワールドカップカタール大会のメンバーに選出され、全7試合に先発出場。決勝のフランス戦でも106分までプレーし、優勝に貢献した。

## 人物
- 2022年から1年以上、アルゼンチン国内のトップシンガーであるTINIと交際していたが、2023年8月に破局に至っている[15]。

## 個人成績

### クラブ
2023-24シーズン終了時点
| クラブ                   | シーズン | リーグ                  | リーグ戦 | リーグ戦 | カップ戦 | カップ戦 | 国際大会 | 国際大会 | その他 | その他 | 合計 | 合計 |
| クラブ                   | シーズン | リーグ                  | 出場     | 得点     | 出場     | 得点     | 出場     | 得点     | 出場   | 得点   | 出場 | 得点 |
| ------------------------ | -------- | ----------------------- | -------- | -------- | -------- | -------- | -------- | -------- | ------ | ------ | ---- | ---- |
| ラシン                   | 2012-13  | アルゼンチン プリメーラ | 19       | 2        | 1        | 0        | 0        | 0        | 0      | 0      | 20   | 2    |
| ラシン                   | 2013-14  | アルゼンチン プリメーラ | 35       | 4        | 0        | 0        | 2        | 0        | 0      | 0      | 37   | 4    |
| ラシン                   | 通算     | 通算                    | 54       | 6        | 1        | 0        | 2        | 0        | 0      | 0      | 57   | 6    |
| バレンシア               | 2014-15  | プリメーラ              | 25       | 1        | 4        | 1        | -        | -        | 0      | 0      | 29   | 2    |
| バレンシア               | 2015-16  | プリメーラ              | 9        | 0        | 3        | 0        | 3        | 0        | 0      | 0      | 15   | 0    |
| バレンシア               | 通算     | 通算                    | 34       | 1        | 7        | 1        | 3        | 0        | 0      | 0      | 44   | 2    |
| ラシン                   | 2016     | アルゼンチン プリメーラ | 11       | 0        | 1        | 0        | 3        | 1        | 0      | 0      | 15   | 1    |
| ラシン                   | 通算     | 通算                    | 11       | 0        | 1        | 0        | 3        | 1        | 0      | 0      | 15   | 1    |
| ウディネーゼ             | 2016-17  | セリエA                 | 34       | 4        | 1        | 1        | -        | -        | 0      | 0      | 35   | 5    |
| ウディネーゼ             | 2017-18  | セリエA                 | 37       | 4        | 2        | 0        | -        | -        | 0      | 0      | 39   | 4    |
| ウディネーゼ             | 2018-19  | セリエA                 | 36       | 9        | 1        | 0        | -        | -        | 0      | 0      | 37   | 9    |
| ウディネーゼ             | 2019-20  | セリエA                 | 34       | 7        | 1        | 0        | -        | -        | 0      | 0      | 35   | 7    |
| ウディネーゼ             | 2020-21  | セリエA                 | 36       | 9        | 2        | 0        | -        | -        | 0      | 0      | 38   | 9    |
| ウディネーゼ             | 通算     | 通算                    | 177      | 33       | 7        | 1        | -        | -        | 0      | 0      | 184  | 34   |
| アトレティコ・マドリード | 2021-22  | ラ・リーガ              | 36       | 3        | 2        | 0        | 9        | 1        | 1      | 0      | 48   | 4    |
| アトレティコ・マドリード | 2022-23  | ラ・リーガ              | 30       | 2        | 3        | 0        | 5        | 1        | -      | -      | 38   | 3    |
| アトレティコ・マドリード | 2023-24  | ラ・リーガ              | 34       | 3        | 5        | 0        | 8        | 1        | 1      | 0      | 48   | 4    |
| アトレティコ・マドリード | 通算     | 通算                    | 100      | 8        | 10       | 0        | 22       | 3        | 2      | 0      | 133  | 11   |
| 総通算                   | 総通算   | 総通算                  | 376      | 48       | 26       | 2        | 30       | 4        | 2      | 0      | 434  | 54   |

## 代表歴

### 出場大会など
- アルゼンチン代表
  - 2022 FIFAワールドカップ

### 試合数
- 国際Aマッチ 62試合 2得点（2018年 - ）[16]

| アルゼンチン代表 | 国際Aマッチ | 国際Aマッチ |
| 年               | 出場        | 得点        |
| ---------------- | ----------- | ----------- |
| 2018             | 3           | 0           |
| 2019             | 14          | 0           |
| 2020             | 4           | 0           |
| 2021             | 15          | 2           |
| 2022             | 15          | 0           |
| 2023             | 9           | 0           |
| 2024             | 15          | 0           |
| 通算             | 75          | 2           |

### 得点
| # | 開催日         | 開催地                                                                 | 対戦国     | スコア | 結果 | 大会                          |
| - | -------------- | ---------------------------------------------------------------------- | ---------- | ------ | ---- | ----------------------------- |
| 1 | 2021年7月3日   | ゴイアニア、エスタディオ・オリンピコ・ペドロ・ルドヴィコ・テイシェイラ | エクアドル | 1-0    | 3-0  | コパ・アメリカ2021            |
| 2 | 2021年10月11日 | ブエノスアイレス、エスタディオ・エル・モヌメンタル                     | ウルグアイ | 2-0    | 3-0  | 2022 FIFAワールドカップ・予選 |

## タイトル

### 代表
アルゼンチン代表
- コパ・アメリカ: 2021, 2024
- FIFAワールドカップ: 2022
- フィナリッシマ: 2022

### 個人
- コパ・アメリカベストイレブン: 2021